# Ludovic Turac
Ludovic Turac, né le 4 mai 1988 à Marseille (Bouches-du-Rhône), est un chef cuisinier français, étoilé Michelin pour son restaurant Une Table au Sud, à Marseille.
Il s'est fait connaître du public en tant que participant de la saison 2 de Top Chef sur M6 en 2011. 

## Biographie
Ludovic Turac grandit dans le 9e arrondissement de Marseille. À 17 ans, il décide de s'orienter vers la cuisine et effectue son apprentissage de 2007 à 2009 chez le chef étoilé Lionel Lévy au restaurant Une Table, au Sud, sur le Vieux-Port de Marseille.
Après son apprentissage, il part travailler pendant deux ans à Paris dans des restaurants étoilés : Le Bristol, Guy Savoy. Il retourne ensuite dans le sud chez Christophe Bacquié, au Montecristo, restaurant deux étoiles de l'hôtel du Castelet. À cette période, son épouse l'inscrit aux sélections de Top Chef. Lionel Lévy le rappelle ensuite comme second au restaurant Une Table, au Sud, et à peine arrivé, Ludovic Turac est contacté pour participer à l'enregistrement de la saison 2 de Top Chef, à l'automne 2010. Il y remporte le relais culinaire du quatrième épisode. Au sixième épisode, après avoir été battu à l'épreuve des enfants, il se retrouve en Dernière chance face à Pierre Sang Boyer. Le duel étant serré, le jury doit improviser une seconde épreuve pour les départager. Ludovic Turac se retrouve éliminé à mi-concours. L'émission est diffusée début du 31 janvier au 4 avril 2011.
En 2013, Ludovic Turac reprend, avec son épouse Karine, la direction du restaurant Une Table, au Sud. En 2015, il est le plus jeune chef à décrocher une étoile Michelin,. Il la décroche de nouveau en 2022 après l'avoir perdue brièvement.   
En 2013, Ludovic Turac recrute Fanny Aimerito comme apprentie pâtissière, elle devient ensuite sa sous-cheffe. Elle a été une candidate de la saison 10 de Top Chef,.
Ludovic Turac est également consultant pour d'autres établissements et s'occupe de la restauration de l'Institut Paoli-Calmettes avec le groupe Sodexo.
En octobre 2019, Ludovic Turac participe à l'enregistrement d'une épreuve de la saison 11 de Top Chef avec les chefs Franck Pelux, Guillaume Sanchez et Arnaud Donckele, dont la diffusion est prévue le 11 mars 2020.

## Publications
- Ludovic Turac / Anne & Jean-Philippe Garabédian - Une table, au Sud - La fabrique de l’épure - 9782919370108